# Фреклен, Ги
Ги «Гризли» Фреклен (родился 2 апреля 1945 года) —  французский раллийный штурман и автогонщик. Вице-чемпион мира по ралли 1981 года. Чемпион Франции по ралли 1977, 1983 и 1985 годов.

## Карьера
Звёздный час Ги Фреклена пришёлся на 1981 год, когда он занял второе место в чемпионате мира по ралли, вместе со своим штурманом Жаном Тодтом, выступая за заводскую команду Peugeot Talbot Sport. Французский экипаж проиграл всего 7 очков своим соперникам финну Ари Ватанену, штурманом которого выступал другой известный в будущем спортивный менеджер WRC и Формулы-1 — британец Дэвид Ричардс. При этом французам удалось сделать решающий вклад в единственную в истории победу марки Talbot в зачёте производителей.
Фреклен также был участником гонок «24 часа Ле-Мана» за рулём автомобилей Renault Alpine и WM-Peugeot в 1977-1982 годах.
С 1 марта 1989 года Фреклен занимал должность руководителя раллийной команды Citroën Sport. Под его непосредственным руководством пилоты коллектива выиграли четыре раза в ралли-рейде «Дакар» (в 1991 и 1994-1996 годах), а в чемпионате мира по ралли было завоёвано четыре подряд чемпионских титула в личном зачёте Себастьеном Лёбом в 2004-2007 годах (на заре карьеры Лёба в WRC, Ги был также наставником (тренером) Себастьена), и одержаны две победы в зачёте марок (в 2004-2005 годах). Ушёл в отставку в конце 2007 года.

## Победы в WRC
| # | Этап            | Сезон | Штурман  | Автомобиль           |
| - | --------------- | ----- | -------- | -------------------- |
| 1 | Ралли Аргентина | 1981  | Жан Тодт | Talbot Sunbeam Lotus |